# Golden Girls
《Golden Girls》為韓國KBS2自2023年10月27日起播出的音樂綜藝節目，由朴軫永、MONIKA主持，出演歌手有仁順伊、朴美京、愼孝範、李銀美。该节目是講述製作人朴軫永說服韓國四位頂尖傳奇女歌手，出道時間合計「151年」的仁順伊、朴美京、愼孝範、李銀美，挑戰以限定女團形式活動的過程。

## 主演者

### 主持
- 朴軫永
- MONIKA

### 歌手
- 仁順伊（인순이）： 1957年4月5日（67歲）
- 朴美京（박미경）： 1965年11月22日（59歲）
- 愼孝範（신효범）： 1966年1月18日（59歲）
- 李銀美（이은미）： 1966年6月18日（58歲）

## 網路節目
- KBS 골든걸스 - 《GOLDEN GIRLS LIVE（골든걸스 라이브）》（2023.11.13 - ）

## 發行單曲
- GOLDEN GIRLS - 《ONE LAST TIME》（2023.12.01）

## 音樂節目
- 2023年12月1日：KBS2《音樂銀行》

## 外部連結
- 官方网站
- YouTube上的Golden Girls頻道
- Daum上《Golden Girls》的資料
- NAVER上《Golden Girls》的資料